# Mohamed Mansi Qandil
Mohamed Mansi Qandil, född 1946 i al-Mahalla al-Kubra, är en egyptisk författare.
Qandils far var arbetare i staden al-Mahalla al-Kubra i Nildeltat. Qandil utbildade sig till läkare och arbetade i detta yrke på landsbygden innan han började skriva. Han har gett ut ett flertal romaner, novellsamlingar och barnböcker. Romanen Qamar ʻala Samarqand finns på engelska (Moon over Samarqand, AUC Press 2009). Han har tilldelats flera priser, bland annat Sawiris Foundations pris 2006. 2010 nominerades han till International Prize for Arabic Fiction.
Qandil har även arbetat som redaktör för Kuwaittidskriften Al-Arabi.